# Gonzo (giornalismo)

La "lotta dei gonzi", rappresentata da due pollici e quattro dita che reggono un bozzolo di peyote, è stata originariamente utilizzata nella campagna di Hunter Stockton Thompson del 1970 per lo sceriffo della contea di Pitkin, in Colorado. Da allora si è evoluto nel simbolo del giornalismo gonzo

Gonzo è un particolare stile di scrittura giornalistica, creato dallo scrittore e giornalista statunitense Hunter Stockton Thompson.

## Caratteristiche
Il termine "gonzo" è stato usato in riferimento agli scritti di Thompson, per la prima volta, nel 1970 dal giornalista del Boston Globe Bill Cardoso, secondo il quale il termine è nato nella comunità irlandese di Boston Sud, e indica l'ultima persona ancora in piedi dopo una maratona di bevute durata tutta la notte. Secondo tale stile, il giornalismo può essere veritiero senza dover essere rigidamente oggettivo. Preferisce curare più lo stile che la precisione e mira a descrivere le esperienze personali, le sensazioni, gli umori piuttosto che i fatti. Rappresenta uno sguardo diverso sulla realtà, teso a carpirne le sottili e intriganti manifestazioni, utile a concedere prospettive diverse a fatti e soggetti spesso cristallizzati e immobili nella loro descrizione pubblica.
Lo stile "gonzo" amplia il cosiddetto "Nuovo giornalismo", i cui esponenti più conosciuti sono Tom Wolfe, Lester Bangs, e George Plimpton. "Non trovo nessuna soddisfazione nel vecchio, tradizionale pensiero giornalistico: ho solo descritto il fatto. Ho solo dato uno sguardo neutro'" disse Thompson in un'intervista per l'edizione online dell'Atlantic. "Il giornalismo oggettivo è una delle ragioni principali per cui ai politici americani è stato permesso di essere tanto corrotti e tanto a lungo. Non si può essere oggettivi su Nixon." Negli scritti di Thompson il punto di vista dell'autore è spesso distorto dal consumo di droghe e alcool (spesso dichiarato nell'articolo), ma l'uso di droghe o alcool non ha nulla a che fare con il gonzo journalism. Douglas Brinkley ha detto che nel "gonzo" non c'è teoricamente bisogno di nessuna correzione o riscrittura, e spesso sono trascritte alla lettera interviste e conversazioni telefoniche. Altri autori che hanno usato lo stile "gonzo" sono ad esempio P. J. O'Rourke, William Godwin e Matt Taibbi.